# Cophopodisma ibera
Cophopodisma ibera är en insektsart som beskrevs av Willy Adolf Theodor Ramme 1951. Cophopodisma ibera ingår i släktet Cophopodisma och familjen gräshoppor. Inga underarter finns listade i Catalogue of Life.